# Río Cajigar
El río Cajigar (Queixigar en catalán bajorribagorzano y Caixigar en aragonés) es un río oscense de la comarca de la Ribagorza, en Aragón, España. El río nace en el barranco de Mil Homes, en la localidad de Cajigar, y desemboca en la orilla izquierda del río Guart.

## Recorrido y afluentes
El río nace en el barranco de Mil Homes, en la localidad de Cajigar, después pasa por Castigaleu, Tolva (donde se encuentra el congosto del río), Luzás, Ciscar y Antenza, donde se encuentra el congosto del río y donde finalmente desemboca a la orilla izquierda del Guart.
Sus afluentes son:
- Barranco de Monesma.
- Barranco de Montanuy.
- Barranco de Ribañé.
- Río Seco
- Barranco de Viacamp.

## Etimología
El nombre del río proviene de su lugar de nacimiento, Cajigar, topónimo que significa probablemente "lugar abundante en quejigos". Aunque Francisco Castillón atribuye el origen del topónimo a un compuesto prerromano entre: es que significa "corrientes de agua" y la voz celta de quixiga "monje o ermitaño", todo junto significa "la casa del monje junto al barranco".

## Lugares de interés en el curso del río

### Congosto del Cajigar
El congosto del Cajigar es un desfiladero de 2 km de longitud y 50 metros de desnivel que se encuentra cerca de la localidad de Tolva. El tramo principal se muestra muy oscuro, donde no llega la luz, por eso se le denomina también "los oscuros del Cajigar". Su cauce es muy estrecho y excavado, tiene un desnivel de 200 m.